# Broadway Arizona
Broadway Arizona er en amerikansk stumfilm fra 1917 af Lynn Reynolds.

## Medvirkende
- Olive Thomas som Fritzi Carlyle.
- George Chesebro som John Keyes.
- George Hernandez som Onkel Isaac Horn.
- Jack Curtis som Jack Boggs.
- Dana Ong.